# Festival international du film de Toronto 2010

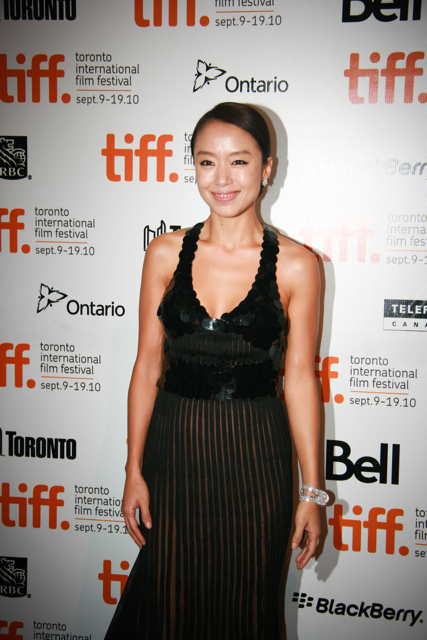
Jeon Do-yeon lors du festival international du film de Toronto 2010 pour la présentation du film The Housemaid réalisé par Im Sang-soo.

Le Festival international du film de Toronto 2010, la 35e édition du festival, et s'est déroulé du 9 au 19 septembre 2010.

## Palmarès
| Prix                                       | Film                                           | Réalisateur            |
| ------------------------------------------ | ---------------------------------------------- | ---------------------- |
| People's Choice Award                      | Le Discours d'un roi                           | Tom Hooper             |
| People's Choice Award « Documentary »      | Force of Nature                                | Sturla Gunnarsson (en) |
| People's Choice Award « Midnight Madness » | Stake Land                                     | Jim Mickle             |
| Meilleur film canadien                     | Incendies                                      | Denis Villeneuve       |
| Meilleur court métrage canadien            | Les Fleurs de l'âge                            | Vincent Biron          |
| Meilleur premier film canadien             | Le Prix à payer                                | Deborah Chow           |
| Prix FIPRESCI « Special Presentations »    | Yves Saint Laurent - Pierre Bergé, l'amour fou | Pierre Thoretton       |
| Prix FIPRESCI « Discovery »                | Beautiful Boy                                  | Shawn Ku (en)          |

## Sélection

### Gala Presentations
- L'Affaire Rachel Singer de John Madden
- The Bang Bang Club de Steven Silver (en)
- A Beginner's Guide to Endings (en) de Jonathan Sobol (en)
- Black Swan de Darren Aronofsky
- Casino Jack de George Hickenlooper
- La Conspiration de Robert Redford
- Le Discours d'un roi de Tom Hooper
- Elle s'appelait Sarah de Gilles Paquet-Brenner
- The Housemaid d'Im Sang-soo
- Janie Jones de David M. Rosenthal
- Last Night de Massy Tadjedin
- Le Monde de Barney de Richard J. Lewis (en)
- Peep World de Barry W. Blaustein (en)
- Les Petits Mouchoirs de Guillaume Canet
- Potiche de François Ozon
- The Promise: The Making of Darkness on the Edge of Town de Thom Zimny
- The Town de Ben Affleck
- The Way d'Emilio Estevez
- West Is West (en) d'Andy De Emmony

### Special Presentations
- Last Night de Massy Tadjedin
- 127 heures de Danny Boyle
- Amigo de John Sayles
- Au fond des bois de Benoît Jacquot
- Au-delà de Clint Eastwood
- Balada triste d'Álex de la Iglesia
- Elle s'appelait Sarah de Gilles Paquet-Brenner
- Everything Must Go de Dan Rush
- Un tigre parmi les singes (Gorbaciof) de Stefano Incerti
- I'm Still Here de Casey Affleck
- J'ai rencontré le Diable de Kim Jee-woon
- Laisse-moi entrer de Matt Reeves
- Malavoglia (it) de Pasquale Scimeca (it)
- Mothers de Milcho Manchevski
- Passion Play de Mitch Glazer (en)
- Passione (it) de John Turturro
- Poll de Chris Kraus
- Rio Sex Comedy de Jonathan Nossiter
- Score: A Hockey Musical (en) de Michael McGowan (en)
- Traitement spécial de Jeanne Labrune
- Virginia de Dustin Lance Black
- Les Yeux de Julia de Guillem Morales

### Masters
- 13 Assassins (Jūsannin no Shikaku) de Takashi Miike
- La Belle Endormie de Catherine Breillat
- Essential Killing de Jerzy Skolimowski
- L'Étrange Affaire Angélica (O estranho caso de Angélica) de Manoel de Oliveira
- Film Socialisme de Jean-Luc Godard
- I Wish I Knew (Hai shang chuan qi) de Jia Zhangke
- Oncle Boonmee, celui qui se souvient de ses vies antérieures (Lung Boonmee raluek chat) d'Apichatpong Weerasethakul
- Poetry (Si) de Lee Chang-dong
- Roses à crédit d'Amos Gitaï
- Route Irish de Ken Loach

### Midnight Madness
- Bunraku de Guy Moshe
- Dao jiàn xiào (zh) de Wu Ershan
- L'Empire des Ombres (Vanishing on 7th Street) de Brad Anderson
- For lung (zh) de Dante Lam
- Fubar 2 (en) de Michael Dowse
- Insidious de James Wan
- The Legend of Beaver Dam de Jérôme Sable
- Les Nuits rouges du Bourreau de Jade de Julien Carbon et Laurent Courtiaud
- Stake Land de Jim Mickle
- Super de James Gunn
- The Ward : L'Hôpital de la terreur (John Carpenter's The Ward) de John Carpenter

### Canada First!
- Amazon Falls de Katrin Bowen
- Daydream Nation (en) de Michael Goldbach
- Le Prix à payer de Deborah Chow
- Jaloux de Patrick Demers
- Oliver Sherman (en) de Ryan Redford (en)
- You Are Here de Daniel Cockburn

### City to City
- 40 d'Emre Şahin (tr)
- C Blok (tr) de Zeki Demirkubuz
- Çoğunluk de Seren Yüce (tr)
- Les Collections de Mithat Bey de Pelin Esmer
- Dark Cloud de Theron Patterson
- Hayat Var (tr) de Reha Erdem
- Saç (tr) de Tayfun Pirselimoğlu (tr)
- September 12 (en) d'Özlem Sulak
- Tabutta Rövaşata (tr) de Derviş Zaim
- Uzak de Nuri Bilge Ceylan

### Contemporary World Cinema
- Africa United de Debs Gardner-Paterson
- L'Affrontement d'Alekseï Outchitel
- Tremblement de terre à Tangshan de Feng Xiaogang
- All About Love d'Ann Hui
- Année bissextile de Michael Rowe
- Au petit bonheur la chance d'Isabelle Stever (de)
- Black Ocean de Marion Hänsel
- Carancho de Pablo Trapero
- Chico et Rita de Fernando Trueba, Javier Mariscal et Tono Errando (ca)
- Comment j'ai passé cet été d'Alekseï Popogrebski
- La Dernière Piste de Kelly Reichardt
- Le Dernier Voyage de Tanya d'Alekseï Fedortchenko
- Détective Dee : Le Mystère de la flamme fantôme de Tsui Hark
- Di si zhang hua (zh) de Chung Mong-hong
- Fun sau suet oi nei (zh) de Wong Chun-chun (zh)
- Himlen är oskyldigt blå (sv) de Hannes Holm
- Noël sous l'aurore boréale de Bent Hamer
- Des hommes et des dieux de Xavier Beauvois
- The Hunter de Rafi Pitts
- I Am Slave (en) de Gabriel Range
- Jucy (en) de Louise Alston (en)
- Mamma Gógó de Friðrik Þór Friðriksson
- Man-choo (ko) de Kim Tae-yong (ko)
- Matariki (en) de Michael Bennett (en)
- Même la pluie d'Icíar Bollaín
- My Joy de Sergei Loznitsa
- Neds de Peter Mullan
- Oki's Movie de Hong Sang-soo
- Once I Was (he) d'Avi Nesher
- Ond tro (sv) de Kristian Petri (sv)
- Periferic de Bogdan George Apetri
- Le Plus Vieil Écolier du monde de Justin Chadwick
- Le Secret de Chanda d'Oliver Schmitz
- Sensation de Tom Hall
- La Solitude des nombres premiers de Saverio Costanzo
- Soudain, le 22 mai (en) de Koen Mortier
- State of Violence (en) de Khalo Matabane
- Tender Son: The Frankenstein Project de Kornél Mundruczó
- Todo lo que tú quieras (es) d'Achero Mañas
- Tracker d'Ian Sharp
- Trois de Tom Tykwer
- Very Cold Trip de Dome Karukoski
- Le Voleur de lumière d'Aktan Arym Kubat
- Le Voyage du directeur des ressources humaines d'Eran Riklis
- White Irish Drinkers (en) de John Gray
- Womb de Benedek Fliegauf

### Vanguard
- À l'âge d'Ellen de Pia Marais
- Chrzest (pl) de Marcin Wrona (pl)
- Cold Fish de Sion Sono
- Confessions de Tetsuya Nakashima
- Easy Money de Daniel Espinosa
- A Horrible Way to Die (en) d'Adam Wingard
- Kaboom de Gregg Araki
- L.A. Zombie de Bruce LaBruce
- Microphone d'Ahmad Abdalla
- Monsters de Gareth Edwards
- Notre jour viendra de Romain Gavras

### Discovery
- As If I Am Not There de Juanita Wilson (en)
- Attenberg d'Athiná-Rachél Tsangári
- Autumn (en) d'Aamir Bashir (en)
- Beautiful Boy de Shawn Ku (en)
- Blame de Michael Henry
- Ceremony (en) de Max Winkler
- Dirty Girl d'Abe Sylvia
- Gang de qin (zh) de Zhang Meng (zh)
- Girlfriend (en) de Justin Lerner
- Griff the Invisible (en) de Leon Ford (en)
- Inside America (en) de Barbara Eder
- Lo que más quiero de Delfina Castagnino
- Look, Stranger d'Arielle Javitch
- Mandoo d'Ebrahim Saeedi
- Las marimbas del infierno de Julio Hernández Cordón
- La mitad de Óscar (es) de Manuel Martín Cuenca
- Norberto apenas tarde (es) de Daniel Hendler
- Notre étrangère de Sarah Bouyain
- Octubre de Diego Vega et Daniel Vega
- Pairon Talle (en) de Sidharth Srinivasan
- Père Noël Origines de Jalmari Helander
- Pinoy Sunday de Wei-Ting Ho (zh)
- Sandcastle (en) de Junfeng Boo
- Seule contre tous de Larysa Kondracki (en)
- Viva Riva ! de Djo Tunda wa Munga
- Le Voyage de Lucia de Stefano Pasetto (it)
- Wasted on the Young (en) de Ben C. Lucas
- Zefir (tr) de Belma Baş

### Future Projections
- 24 Hour Psycho Back and Forth and To and Fro de Douglas Gordon
- Angst Essen/Eat Fear de Ming Wong
- HEAVENHELL de Chris Chong Chan Fui et Yasuhiro Morinaga (ja)
- In Love for the Mood de Ming Wong
- Jeanne de Martin Arnold
- Journey to the Moon de William Kentridge
- Klatsassin de Stan Douglas
- Man With a Movie Camera: The Global Remake de Perry Bard (en)
- NYman With A Movie Camera de Michael Nyman
- Otolith III de The Otolith Group
- Slidelength de Michael Snow
- Soft Rains#6: Suburban Horror (part 1) de Jennifer McCoy et Kevin McCoy (en)
- Workers Leaving the Factory in Eleven Decades de Harun Farocki

### Real to Reel
- ANPO: Art X War (en) de Linda Hoaglund
- Armadillo de Janus Metz Pedersen
- Boxing Gym de Frederick Wiseman
- Client 9: The Rise and Fall of Eliot Spitzer (en) d'Alex Gibney
- Cool It (en) d'Ondi Timoner
- The Erotic Man de Jørgen Leth
- Gazas tårer (no) de Vibeke Løkkeberg (no)
- Genpin de Naomi Kawase
- La Grotte des rêves perdus de Werner Herzog
- Guest de José Luis Guerín
- Inside Job de Charles H. Ferguson
- Le Jeu de la mort de Christophe Nick et Thomas Bornot
- Machete Maidens Unleashed! (en) de Mark Hartley (en)
- Mother of Rock: Lillian Roxon de Paul Clarke
- Nostalgie de la lumière de Patricio Guzmán
- Pink Saris (de) de Kim Longinotto
- The Pipe (en) de Risteard Ó Domhnaill
- Precious Life de Shlomi Eldar
- The Promise: The Making of Darkness on the Edge of Town de Thom Zimny
- The Sound of Mumbai: A Musical de Sarah McCarthy
- Tabloid d'Errol Morris
- When My Child is Born de Guo Jing et Ke Dingding
- Windfall (en) de Laura Israel
- !Women Art Revolution (en) de Lynn Hershman Leeson

### Sprockets Family Zone
- Karla og Jonas de Charlotte Sachs Bostrup
- Little Sister (en) de Richard Bowen
- Make Believe de J. Clay Tweel
- Le Voyage extraordinaire de Samy de Ben Stassen

### Visions
- Autobiografia lui Nicolae Ceaușescu d'Andrei Ujică
- Brownian Movement de Nanouk Leopold
- Curling de Denis Côté
- Le Fossé de Wang Bing
- K.364 A Journey by Train de Douglas Gordon
- Moscow 11:19:31 de Michael Nyman
- Over Your Cities Grass Will Grow (en) de Sophie Fiennes
- Promises Written in Water de Vincent Gallo
- Le quattro volte de Michelangelo Frammartino
- Trois temps après la mort d'Anna de Catherine Martin
- El Verano de Goliat de Nicolás Pereda (en)
- La vida útil (es) de Federico Veiroj (es)